# Marian Kantor
Marian Leon Kantor-Mirski, ps. „Mirski” (ur. 22 czerwca 1884 w Hohenbach, zm. 1 kwietnia 1942 w Auschwitz-Birkenau) – polski nauczyciel, urzędnik, legionista, publicysta, badacz historii Zagłębia Dąbrowskiego, społecznik, ojciec Tadeusza Kantora, kapitan administracji Wojska Polskiego.

## Życiorys
Urodził się 22 czerwca 1884 r. we wsi Hohenbach (obecnie Czermin) koło Mielca, był synem Franciszka, urzędnika skarbowego i Antoniny z Jaworskich. Ukończył seminarium nauczycielskie w Tarnowie i podjął pracę w szkolnictwie powszechnym. Uczył w Sędziszowie Małopolskim oraz we wsiach i miasteczkach powiatu strzyżowskiego – Zawadka, Wielopole Skrzyńskie oraz Pstrągówka, gdzie w 1909 r. został kierownikiem szkoły. Po wybuchu I wojny światowej służył w 3. pułku piechoty II Brygady Legionów Polskich pod pseudonimem „Mirski”, a po odzyskaniu niepodległości, do 1922 r. w  stopniu kapitana w Wojsku Polskim. W latach 1923–1928 organizował szkolnictwo powszechne na Śląsku. Był kierownikiem szkół w Rudzie Śląskiej, Katowicach i Szopienicach. Działał w Polskim Stronnictwie Chrześcijańsko-Demokratycznym, Związku Obrony Kresów Zachodnich, Stowarzyszeniu Chrześcijańsko- Narodowym Nauczycielstwa Szkół Powszechnych Okręgu Śląskiego. Redagował czasopisma „Szkoły Śląskie” i „Młody Polak”. Po przewrocie majowym w 1926 r. został usunięty z Chrześcijańskiej Demokracji i przeniesiony na emeryturę. W maju 1928 r. podjął pracę w Powiatowej Kasie Chorych w Sosnowcu i rozpoczął współpracę z „Kurierem Zagłębia”. Zainteresował się regionem zagłębiowskim i drukował liczne artykuły o tematyce regionalnej w prasie sosnowieckiej. W latach 1931–1932 wydawał w zeszytach szkice historyczne – monografie poszczególnych miast i wsi – zatytułowane „Z przeszłości Zagłębia Dąbrowskiego i okolicy”. Ukazały się 2 tomy i część (17 zeszytów) trzeciego tomu. Był autorem wielu opracowań, a wśród nich m.in. „Warowny klasztor w Mstowie” (1929), „Sławetny cech szewski królewskiego i wolnego miasta Będzina w XVI – XVIII wieku” (1936), „Ziemia olkuska w przeszłości” (1936) i „Lud Zagłębia Dąbrowskiego”. W latach 1932–1935 wydawał cykl „Ziemia Zawierciańska”, a w 1934 r. opublikował „Od Rarańczy do Kaniowa: wspomnienia legjonowe z r. 1918”. Część jego prac pozostała w rękopisie. Od 1931 r. był  redaktorem tygodnika Towarzystwa Artystyczno-Literackiego „Gontyna”, a od 1932 „Wędrowca”. Na początku 1938 r. opuścił Sosnowiec i osiedlił się w Tarnowie. Jako ochotnik uczestniczył w kampanii wrześniowej. Podczas okupacji hitlerowskiej prowadził działalność konspiracyjną w Związku Walki Zbrojnej. W listopadzie 1940 r. został aresztowany i osadzony w więzieniu w Tarnowie, a następnie w obozie koncentracyjnym w Auschwitz–Birkenau, gdzie 18 marca 1942 lub 1 kwietnia 1942 r. został zamordowany.

## Odznaczenia
- Krzyż Walecznych (1921)[7]
- Krzyż i Medal Niepodległości (1937)[8]

## Upamiętnienie
W Sosnowcu Marian Kantor-Mirski jest patronem jednej z ulic w dzielnicy Józefów.